# Martin Čermák
Martin Čermák (* 6. srpna 1991, Český Krumlov) je český moderátor. Od roku 2012 pracuje v TV Nova. Je moderátorem zpravodajské relace Televizních novin, moderuje také nedělní diskuzní pořad Za pět minut dvanáct. Je tvůrce a moderátor popularizačního pořadu Pohovory Martina Čermáka.

## Kariéra
V roce 2012 začal pracovat v TV Nova jako reportér a moderátor Sportovních novin, momentálně působí jako moderátor hlavní zpravodajské relace TV Nova Televizních novin, které uvádí spolu s Veronikou Petruchovou. Moderuje nedělí debatní pořad Za pět minut dvanáct. Je spoluzakladatelem společnosti NFT Projects, která natáčí popularizační pořad Pohovory Martina Čermáka.

### TV Nova

#### Sportovní noviny
Od listopadu 2012 moderoval Polední a Odpolední sportovní noviny, v prosinci téhož roku začal uvádět také Sportovní noviny. Připravoval a moderoval také Sportovní noviny v rámci Snídaně s Novou.

#### Kraťas Martina Čermáka
Mezi léty 2016–2019 měl svůj pořad z tenisového Wimbledonu na stanici Nova Sport a Nova 2. Pořad Kraťas Martina Čermáka byl vysílán každý večer během legendárního travnatého turnaje v letech 2016, 2017, 2018 a 2019. Nabízel rozhovory převážně s českými a slovenskými tenisty, ale také se světovými hvězdami. Ukazoval zákulisí travnatého Grand slamu, přinášel výsledkový servis a reportáže z areálu All England Clubu.

#### Vedoucí vydání
Od roku 2018 působil ve sportovní redakci také jako vedoucí vydání Sportovních novin. Dohlížel na podobu a obsah celé relace, zařizoval výjezdy štábů a koordinoval práci kolegů v redakci a v krajích.

#### Další pořady
Pravidelně moderuje také pořad Volejte Novu, který přináší novinky a zákulisní informace z Televize Nova. S kolegyní Veronikou Petruchovou uvádí magazín Víkend. Moderoval mimo jiné noční zpravodajství TN2, udílení cen pro nejlepší tenisty sezóny Zlatý kanár.

#### TN Live
Od května 2021 moderoval internetové vysílání na webu TN.cz. Celodenní vysílání se věnuje aktuálním tématům z domova a ze světa. V rámci kontinuálního vysílání vedl týdně desítky rozhovorů s odborníky, osobnostmi a politiky. Moderoval mnoho speciálních vysílání k válce na Ukrajině, epidemii Koronaviru, volební vysílání a mnoho dalších.

#### Televizní noviny
Od prosince 2021 moderuje zpravodajskou relaci Televizní noviny na stanici TV Nova, spolu s kolegyní Veronikou Petruchovou.

#### Za pět minut dvanáct
Od října 2023 moderuje diskuzní pořad na stanici TV Nova Za pět minut dvanáct.

### NFT Projects
V roce 2022 spoluzaložil společnost NFT Projects, která vyrábí pořad Pohovory Martina Čermáka.

### Pohovory Martina Čermáka
Od května 2022 vytváří a moderuje popularizační pořad o Metaverse, Webu 3.0, NFT, kryptoměnách, investicích a životním stylu. Původní název byl Czech Metaverse Podcast, v říjnu 2023 se název pořadu změnil na Pohovory Martina Čermáka a tematicky se více zaměřil na to, jak se mění zaměstnání a pracovní trh s nastupujícími technologiemi a digitalizací.

## Osobní život
Narodil se v Českém Krumlově, kde vystudoval místní Gymnázium Český Krumlov. Studoval na škole v brazilském městě Goiania. Následně studoval také Portugalistiku na Univerzitě Karlově v Praze. Mluví plynně portugalsky a anglicky. V prosinci 2022 se oženil s kytaristkou Simonou Šteruskou. V únoru 2023 se jim narodila dcera Meda.V lednu 2024 další dcera Lara.
Má dvě sestry Věru a Kristýnu. Má také starší dceru Ellin.